# Marina Știrbei
Marina Știrbei też jako: Marina Știrbei Brâncoveanu (ur. 19 marca 1912 w Wiedniu, zm. 15 lipca 2001 w Bouloc) – rumuńska pilot wojskowa, założycielka Białej Eskadry.

## Życiorys
Była córką rumuńskiego arystokraty i polityka George Barbu Știrbei i Elisabety z d. Băleanu. Mimo kilku prób rozpoczęcia nauki w Rumuńskiej Szkole Pilotów, za każdym razem spotykała się z odmową (w tym czasie szkoła nie przyjmowała kobiet). W 1932 rozpoczęła szkolenie pilotażu pod kierunkiem Ioany Cantacuzino. W 1935 zdała egzamin i otrzymała licencję pilota II klasy. W następnym roku wzięła udział w zawodach dla pilotów rumuńskich, w których odniosła zwycięstwo. W 1938 wstąpiła do Rumuńskiego Czerwonego Krzyża i wspólnie z innymi rumuńskimi pilotkami uczestniczyła w ćwiczeniach wojskowych w rejonie Gałacza.
Zainspirowana doświadczeniami fińskich pilotek, które zorganizowały lotniczą formację ratunkową (Lotta Svärd), Marina Știrbei przekonała rumuńskie ministerstwo obrony do utworzenia jednostki lotniczej złożonej z kobiet, której zadaniem miała być ewakuacja rannych żołnierzy z linii frontu. Włoski dziennikarz Curzio Malaparte zainspirowany kolorem, na który malowano samoloty nazwał jednostkę mianem Białej Eskadry. Samoloty stacjonowały na lotnisku Baneasa. Dziesięć samolotów latało od roku 1940, zajmując się przewozem rannych i dostarczaniem personelu medycznego i lekarstw do jednostek wojskowych.

## Życie prywatne
W 1942 Marina Știrbei poślubiła księcia Constantina Basaraba Brâncoveanu, z którym miała dwoje dzieci (Constantin i Mihai). Po zakończeniu wojny, kiedy jej mąż został aresztowany, Marina zajęła się wychowaniem dzieci. Constantin Brâncoveanu wyszedł z więzienia w roku 1954, ale nadal był inwigilowany przez rumuńskie służby specjalne. 17 kwietnia 1964 opuściła Rumunię i wyjechała do Anglii, a następnie do Francji, gdzie zmarła w domu opieki, w roku 2001.